# NGC 4637
NGC 4637 (również PGC 42744 lub UGC 7881) – galaktyka soczewkowata (S0), znajdująca się w gwiazdozbiorze Panny. Odkrył ją 1 marca 1854 roku R.J. Mitchell – asystent Williama Parsonsa. Należy do Gromady w Pannie.